# Potlogi (gmina)
Potlogi – gmina w południowej Rumunii, administracyjnie należąca do okręgu Dymbowica.
W skład gminy wchodzi 5 miejscowości: Pitaru, Podu Cristinii, Potlogi, Românești i Vlăsceni. Według stanu na rok 2011 liczyła 8981 mieszkańców, zaś w roku 2021 jej liczebność wynosiła 8739 mieszkańców.